# Nanosat 01
El Nanosat 01 va ser un satèl·lit artificial desenvolupat per l'Institut Nacional de Tècnica Aeroespacial d'Espanya i llançat el 18 de desembre de 2004.
El satèl·lit pesava menys de 20 kg, entrant en la categoria dels nanosatèl·lits i va ser llançat com a càrrega de pagament en un coet Ariane 5 des del Port Espacial Europeu de Kourou, al costat dels satèl·lits Helis 2A, Essaim 1, Essaim 2, Essaim 3, Essaim 4 i PARASOL. El Nanosat tenia forma de prisma de base hexagonal i estava totalment cobert de panells solars. Comptava amb quatre experiments, dos d'ells científics. Un altre dels objectius era servir d'enllaç amb la Base Antàrtica Joan Carles I.
Posteriorment seria llançat el seu successor, el Nanosat-1B, en 2009, atès que la vida útil del primer era a punt d'expirar.